# Grottes de Saint-Béat

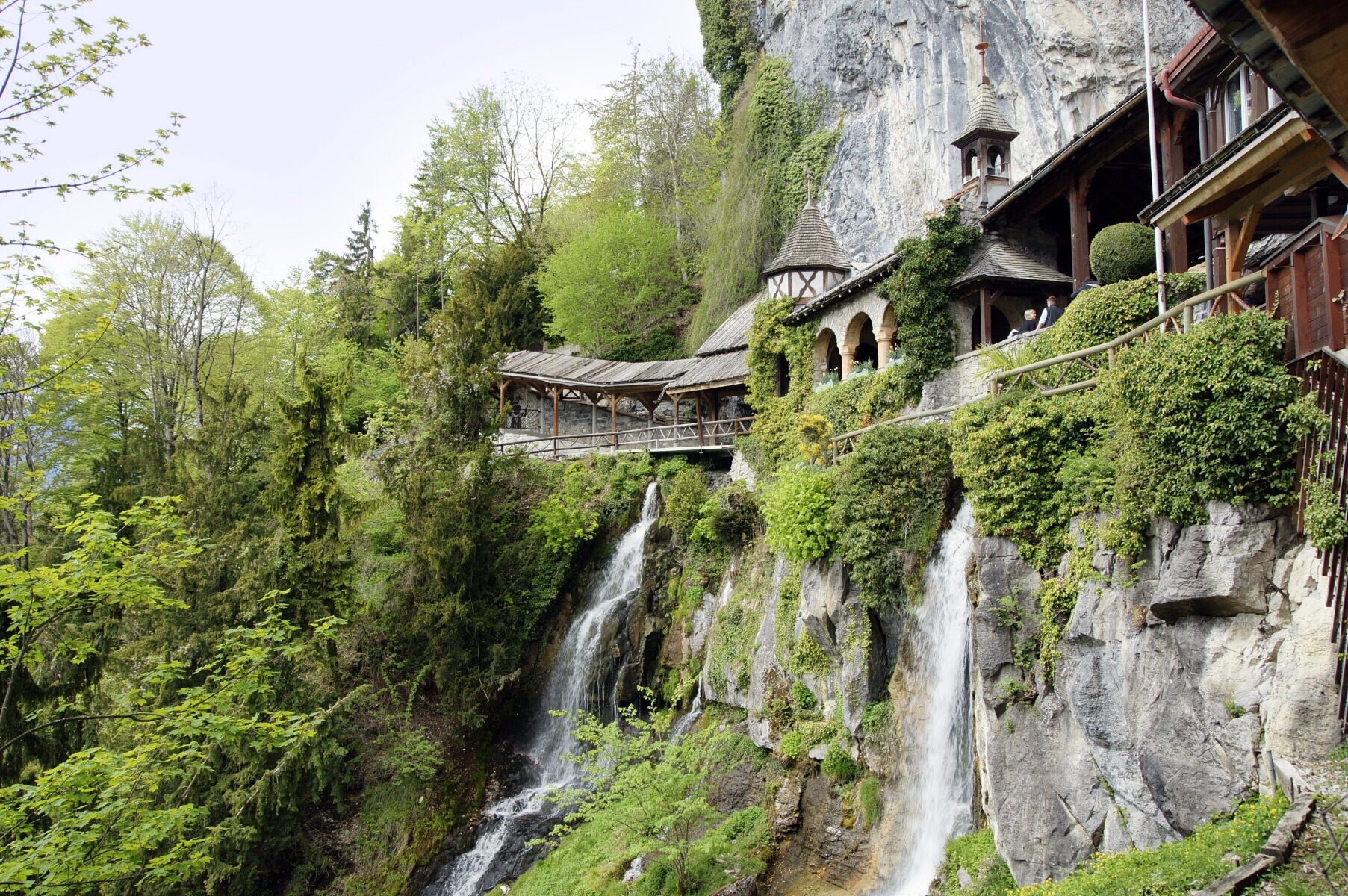
L'entrée des grottes

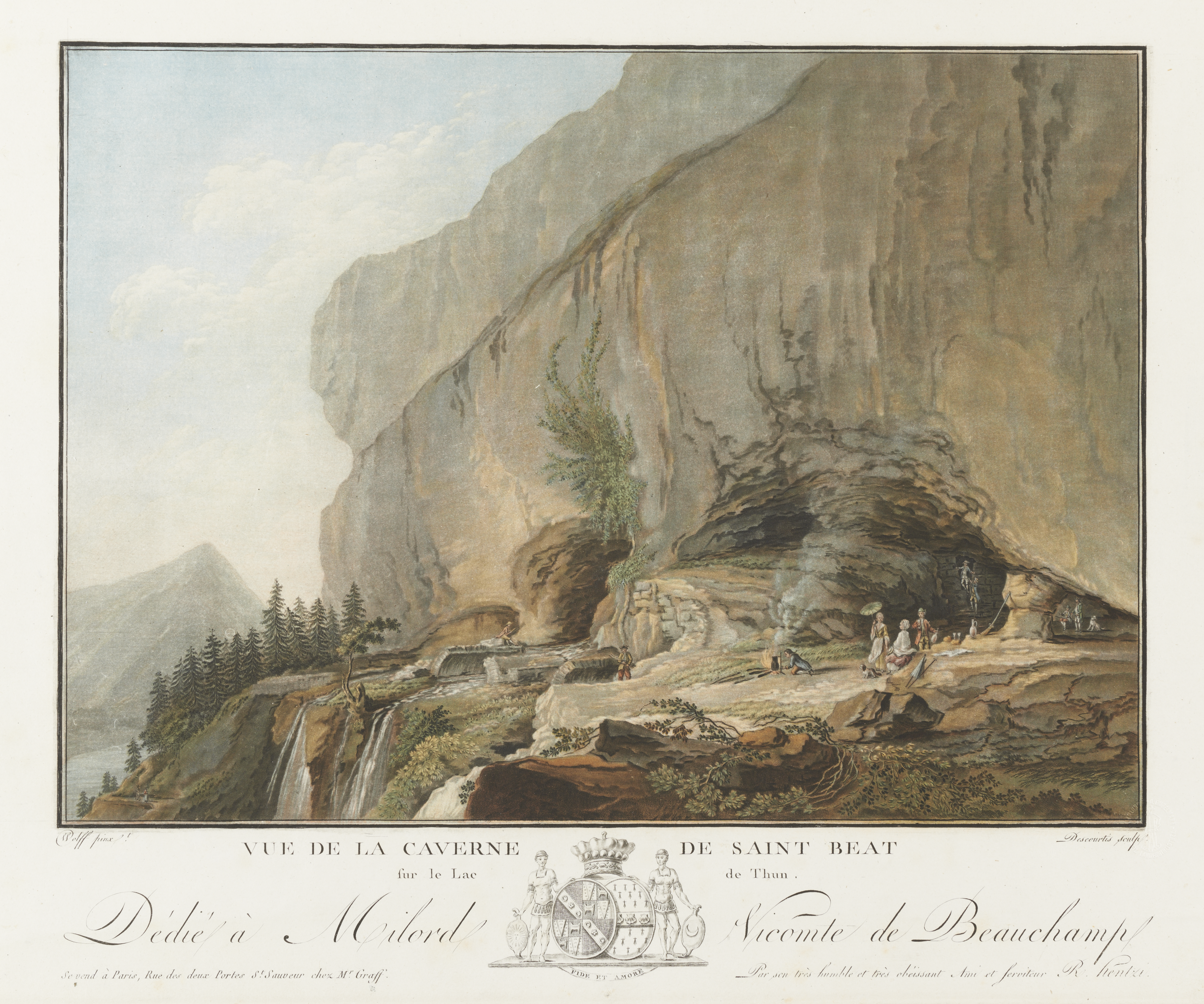
Grottes de Saint-Béat, 1785

Les grottes de Saint-Béat sont un ensemble de grottes dans la montagne du Beatenberg près d'Interlaken dans le canton de Berne.
L'ensemble de grottes est situé sur le bord nord du lac de Thoune. Le public peut y accéder via un parcours aménagé d'une longueur de 1 km, sur les 14 km explorés à ce jour, où se mêlent grottes ornées de stalagmites et de stalactites, lacs souterrains et cascades. Selon la légende, Saint Béat de Lungern y aurait passé la dernière partie de sa vie. Un tronçon du pèlerinage de Compostelle passe sous les grottes.

## Histoire et légende
Selon la légende, un dragon cracheur de feu aurait vécu dans les grottes au Moyen Âge. Saint Beatus l'a rencontré avec la croix et a invoqué la Sainte Trinité. Là-dessus, le dragon s'enfuit, se précipita avec un rugissement dans le lac de Thoune et s'y noya. Saint Béat aurait construit son ermitage dans la grotte et y aurait vécu jusqu'à sa mort. À l'entrée de la grotte, la tombe de Saint Béat et une réplique de sa cellule sont aujourd'hui visibles. Jusqu'à la Réforme, une chapelle, subordonnée au monastère d'Interlaken était située dans la grotte en l'honneur du saint. Le gouvernement de Berne fit démolir la chapelle en 1528 et mura l'entrée de la grotte pour empêcher les pèlerinages. Les Unterwalder, catholiques ne se laissèrent pas décourager et brisèrent le mur. En réplique au culte autour des grottes de Saint-Béat, le gouvernement bernois fit édifier une église évangélique réformée sur le Beatenberg de 1534 à 1535. ,

## Exploration
Les premières explorations datent du 19ème siècle. En 1903-1904, le premier kilomètre a été aménagé pour les touristes. La première exploration moderne
débute avec Franz Knuchel à la fin de la seconde guerre mondiale. Les grottes ont été retopographiées entre 1993 et 1996. Le développement est de plus de 12 km pour un dénivelé positif de 353 m.

## Galerie

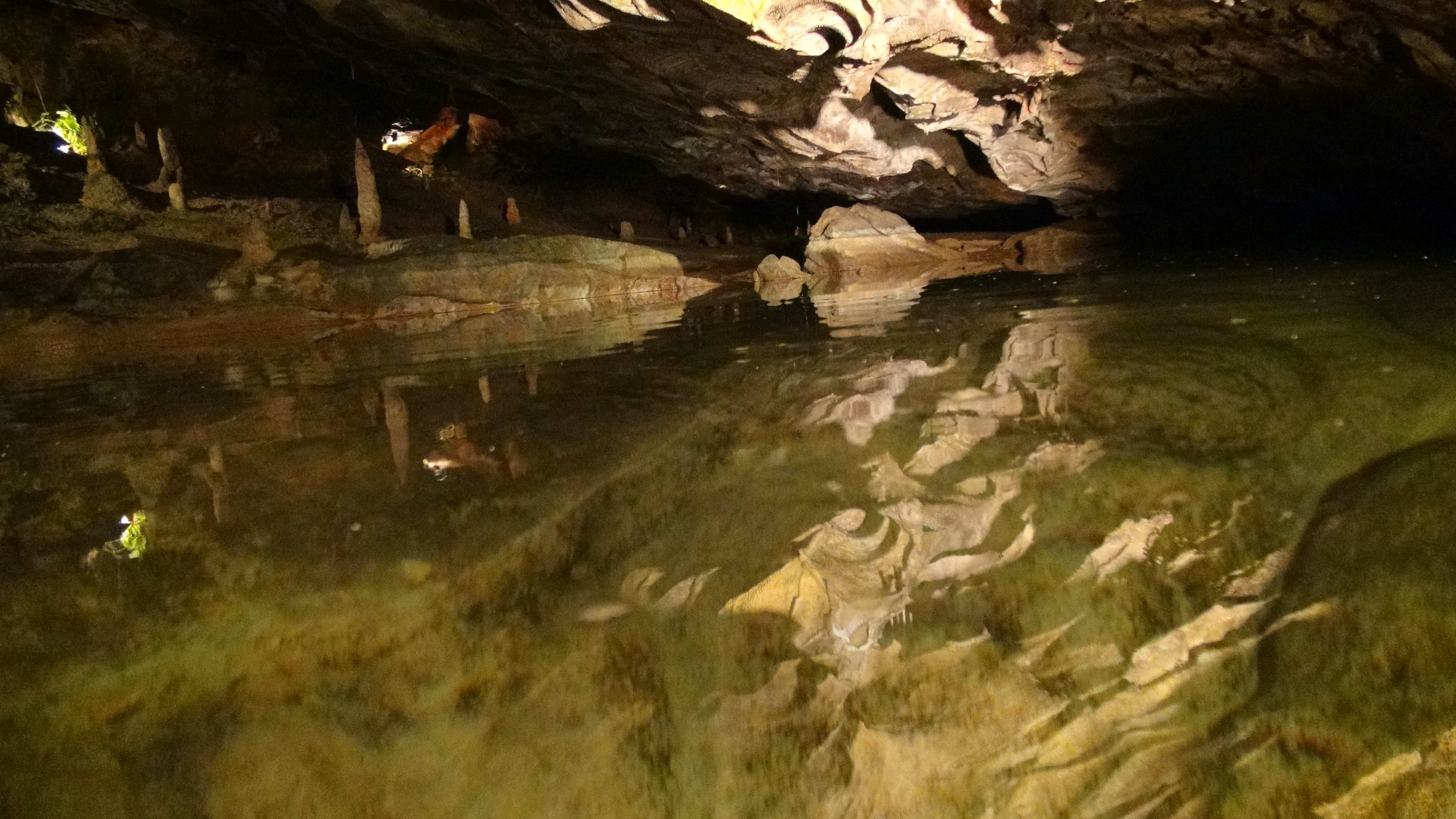
Le Hölensee.
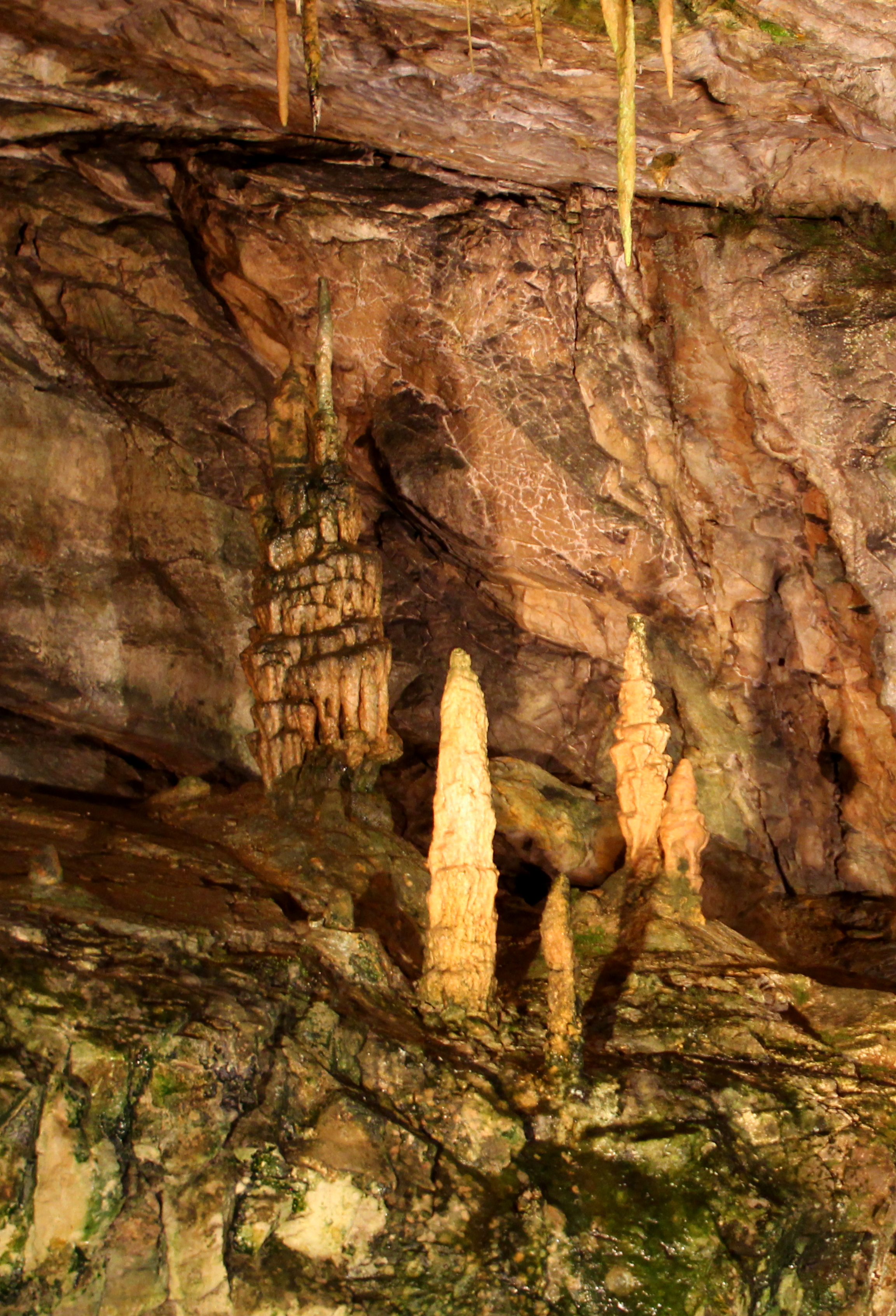
Stalactites et stalagmites
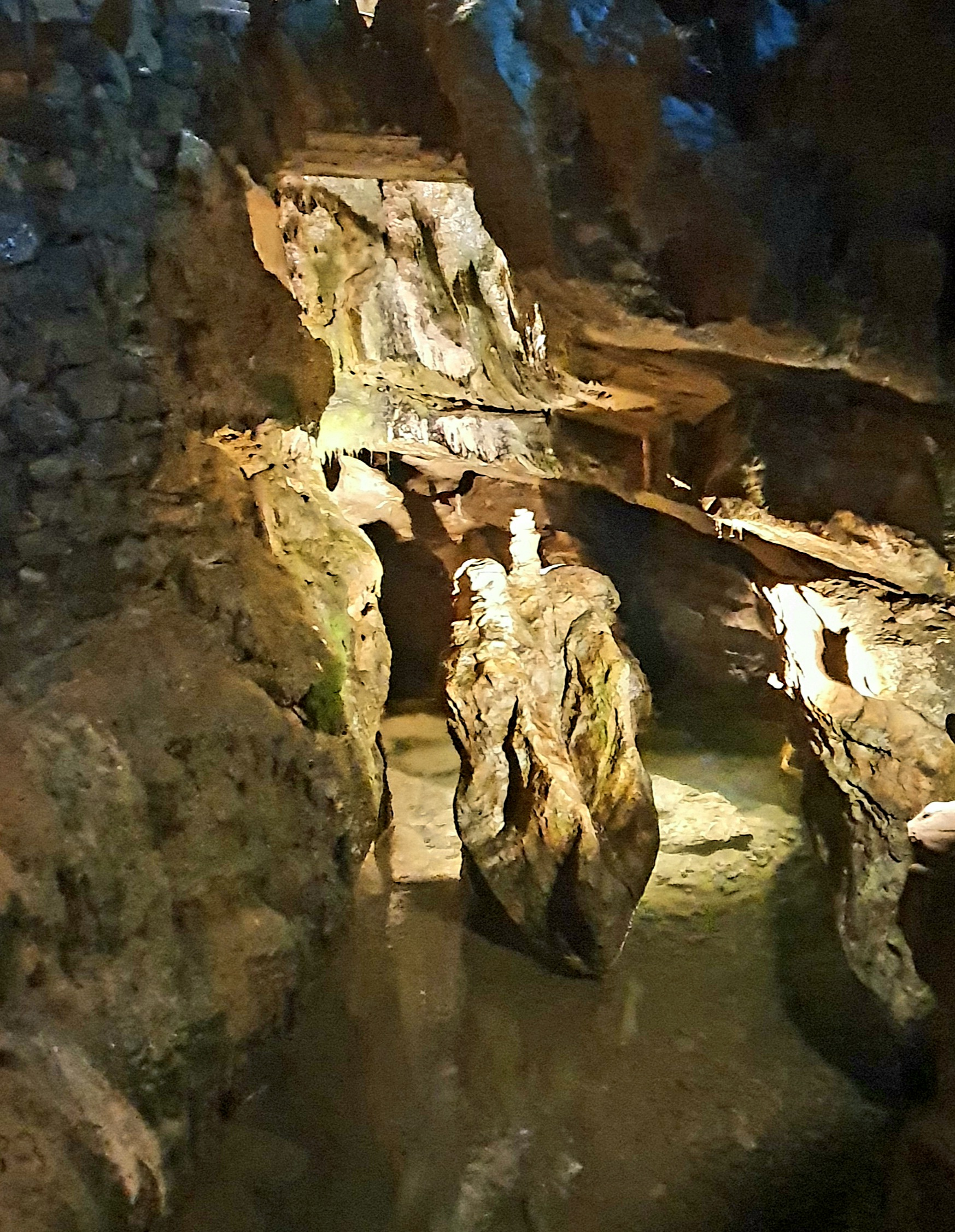
Île dans le torrent traversant les grottes

## Liens web
- Site des grottes de Saint-Béat